# 阿洛伊斯·德卢格
阿洛伊斯·德卢格（德語：Alois Delug，1859年5月25日—1930年9月17日），奧地利畫家和维也纳美术学院教授。他以可能是拒絕阿道夫·希特勒入讀维也纳美术学院的人而著名。

## 生平
德卢格完成博尔扎诺文理中学課程後，在畫家海因里希 舍费尔（Heinrich Schöpfer）鼓勵下，便開始學習繪畫。他搬到因斯布魯克就讀因斯布鲁克大学歷史系，至1880年獲得维也纳美术学院取錄才搬到維也納，在利奥波德·米勒指導下學習繪畫。1885年，他開始了歷時三年的旅遊，到訪英格蘭、意大利、法國、德國和荷蘭，最後在1888年定居慕尼黑，接受歷史和宗教畫作訂單。1896年他搬回維也納，並成為维也纳分离派創辦人之一，但在1898年退出。1898年，他加入美術學院成為教授，並成為普通繪畫學校（Allgemeine Malerschule）主任。他在1923至24年到訪美國，最後才1928年退休。
根據约瑟夫·格赖纳說法，德卢格拒絕希特勒入讀维也纳美术学院的申請，原因是希特勒繪畫技巧不足。然而根據布丽吉特·哈曼，德卢格常常與其它教職員不和，與他的現代主義和分离派觀點不符，在1907至08年間他根本不在維也納，因此拒絕希特勒就讀的決定權很可能落克里斯蒂安·格里彭克尔。
其他歷史學家也認為格赖纳的說法是無中生有。
德卢格葬於格林津格墓地（Grinzinger Friedhof）的榮譽墓裡（第19區290號）。1931年，維也納德布灵的一條街命名為德卢格街（Delugstraße）以紀念他。